# North Shore (Pittsburgh)
Pour les articles homonymes, voir North Shore.
North Shore est un quartier de Pittsburgh, en Pennsylvanie.
Il est situé dans le North Side (en) de la ville, c'est-à-dire au nord de l'Allegheny et de l'Ohio.
Le quartier abrite Heinz Field, PNC Park et The Andy Warhol Museum.